# Битон, Дан
Дан Би́тон (ивр. דן ביטון‎; род. 19 декабря 1960, Израиль) — генерал-майор запаса Армии обороны Израиля; в последней армейской должности — глава Управления технологии и логистики Генштаба армии (с ноября 2007 по март 2012 года).

## Биография
Дан Битон родился 19 декабря 1960 года в семье Шломо и Ханы Битон.

### Военная карьера
В 1979 году Битон был призван на службу в Армии обороны Израиля, начал службу в бронетанковых войсках.
По окончании офицерских курсов был командиром бронетанкового взвода и командиром бронетанковой роты в бронетанковой бригаде «Кфир», а затем командиром бронетанковой роты, заместителем командира батальона и командиром оперативного отдела бронетанковой учебной бригады «Бней-Ор».
Затем был назначен командиром бронетанкового батальона «Суфа» бронетанковой бригады «Кфир». В дальнейшем был командиром оперативного отдела бронетанковой дивизии «Гааш» и инструктором на курсе командиров рот и батальонов (ивр. קמ"פ-קמ"ג‎).
Затем был назначен командиром бронетанковой бригады «Маркевот ха-Барзель», а с августа 1995 по август 1997 года возглавлял бронетанковую бригаду «Саар ми-Голан». С 1997 по 1999 год командовал бронетанковой бригадой «Бней-Ор». В дальнейшем возглавил резервную дивизию «Этгар» и командовал курсом командиров рот и батальонов.
В 2002 году Битон был назначен командиром Национального центра учений сухопутных войск, одновременно командовал бронетанковой дивизией «Синай». В 2005 году был назначен главой Отдела доктрины и инструктажа (ивр. חטיבת תורה והדרכה‎) Оперативного управления Генштаба армии.
В ноябре 2007 года Битону было присвоено звание генерал-майора, и он был назначен главой Управления технологии и логистики Генерального штаба Армии обороны Израиля, сменив на посту генерал-майора Ави Мизрахи.
5 марта 2012 года Битон передал командование Управлением технологии и логистики генерал-майору Коби Бараку и вышел в отпуск накануне выхода в запас из армии.

### После выхода в запас
С сентября 2013 по сентябрь 2022 года Битон входил в состав совета директоров израильской компании Ashot Ashkelon Industries («Ашот Ашкелон Таасийот»), занимающейся производством металлических деталей для аэрокосмической, военной и машиностроительной промышленности.
В 2016 году также управлял проектами в сфере гостиничного дела и туризма в израильской гостиничной сети «Орхидея».
В 2016 году Битон выступил экспертом со стороны защиты в резонансном судебном процессе над солдатом Эльором Азарией, обвинённым в убийстве раненого палестинского террориста.
Состоит в движении «Ха-Битхонистим» (ивр. הביטחוניסטים‎), призывавшем, помимо прочего, к аннексии Израилем Западного берега реки Иордан.

### Образование и личная жизнь
За время службы в армии Битон получил степень бакалавра Тель-Авивского университета (в области истории) и степень магистра Хайфского университета в рамках обучения в Колледже национальной безопасности (в области политологии). Также окончил учёбу в Командно-штабном колледже.
Женат, отец четырёх детей. Живёт в Реуте (район города Модиин-Маккабим-Реут).